# 科学研究项目
科学研究项目（Research Science Institute，简称“RSI”），是一项面向全世界的优秀高中生招生的暑期科研项目。RSI由卓越教育中心（CEE）赞助，马萨诸塞州剑桥市的麻省理工大学主办。它由海曼·里科弗于1984年创立。当时的名字叫做里科弗学院（Rickover Science Institute）。RSI现由CEE总裁，也是创始人的助手Joann P. DiGennaro管理。RSI与国防部有合作，所以会为美国国防部教育活动部门的学生保留3个席位。

## 内容
RSI科研活动的第一周将由针对当代感兴趣的研究课题的教学和研讨会组成,其余部分则以来自波士顿地区的导师指导学生完成个人研究项目为主。RSI杰出讲座系列，贯穿于整个程序，吸引了杰出的教授和科学家，其中包括许多诺贝尔奖获得者，他们会在每晚的演讲风格讨论环节和学生交流。近年来，RSI杰出讲座系列吸引了诸多科学家：诺贝尔物理奖得主沃爾夫岡·克特勒，诺贝尔化学奖得主达德利·赫施巴赫，诺贝尔奖获得者遗传学家菲利普·夏普，进化生物学家帕尔迪斯·萨贝提，著名的数学家和国际象棋大师Noam Elkies，Akamai科技的创始人和首席执行官Tom Leighton，和著名的数学家Michael Sipser。
RSI的员工一般主要是由Richkoids（RSI的校友，学院最初的名字）近期的校友作为辅导员和助教，由老校友来管理行政，讲座和教学。该计划的社会实践方面包括极限以及传统的旅行。比如，到新罕布什尔州的白山山脉，乔治斯和眼镜岛，再到波士顿港，一整夜的旅行过后到查尔斯河广场观看独立日的烟花。

## 地点
虽然RSI曾在不同的地点举办，（包括2年，1990年和2004年在两岸同时举行：1989年至1991年，在加州大学圣地亚哥分校和乔治华盛顿大学；2004年，在加州理工学院和麻省理工学院）但从1992年以后，每年夏天，因为各种原因，包括当地的可参加活动的导师数量，生活便利和设施等（马萨诸塞州总医院和哈佛医学院，麻省理工学院等，都距离中心校区几分钟路程），RSI都是在麻省理工学院举办。从2003年开始，该计划的参与者都被安置在东校区, 2004-2013年在Simmons Hall，自2014以来，RSI的参与者都生活在Maseeh Hall。

## 在其他国家的类似项目
2006年，一个名为“RSI复旦”的新项目在复旦大学举行。35个当地重点高中的学生被选出参与计划。 工作人员由来自美国的往届Rickoids成员和中国CEE-复旦附属公司组成。五年后，在2011年，另一个新的计划，沙特阿拉伯科学研究院（SRSI）成立，并在沙特阿拉伯的阿卜杜拉国王科技大学和Technology in Thuwal举行。在SRSI成立的第一年（2011），二十五名极具科学天分的学生被选拔出来并参加了RSI为期六周的RSI模式的科研活动。 2012年和2013年，学生人数增至40人，2014年，增至45人。

## 校友
金融援助专家和畅销书作家Mark Kantrowitz在1984出席了RSI。美国计算机科学家Michael Mitzenmacher和印度裔弦理论研究者Shamit Kachru在1986年出席了RSI。菲尔兹奖得主陶哲轩和印度数学家Kannan soundararajan出席了1989年的RSI。美籍台湾化学家和TR35得主Alice Ting参加了1991年的RSI。数学家，伊利诺斯州参议员Daniel Biss出席了1994年的RSI。Pinterest创始人Ben Silbermann出席了1998年的RSI。博德研究所和麻省理工学院的神经科学家，CRISPRcas9基因编辑方法的开发者，和TR35得主张锋参加了1999年的RSI。四次参与威廉·羅威爾·普特南數學競賽，现任斯坦福大学的经济学教授Gabriel Carroll出席了2000年的RSI。美国天体物理学家 Henry Lin出席了2012年的RSI。
RSI的校友在国内及国际上的论坛均获得荣誉和认可，包括许多有声望的高中和大学的科学竞赛。截止到2013年，141个决赛，半决赛的504名选手，和九名英特尔科学奖的冠军获奖者都成为RSI校友。184个决赛和半决赛选手，和两个Siemens Competition中的冠军获奖者均成为RSI的校友。11名罗德奖学金获得者和14名马歇尔奖学金获得者都成为RSI的校友。